# Nederlands Centrum voor Beroepsziekten
Het Nederlands Centrum voor Beroepsziekten (NCvB) is een centrum dat in 1994 is opgericht en deel uitmaakt van het Coronel Instituut te Amsterdam.

Het doel van het centrum is de centrale, landelijke registratie van beroepsziekten; daarnaast wordt er onderzoek gedaan naar beroepsziekten en beroepsrisico's en wordt hierover informatie verstrekt aan de overheid en professionals in het werkveld, vooral bedrijfsartsen. Twee keer per jaar wordt er voor deze doelgroep, de Heijermanslezing georganiseerd. Deze lezingen, genoemd naar Louis Heijermans, een van de eersten in Nederland die zich interesseerde voor beroepsziekten, behandelen deze onderwerpen. 
Via de website kan er gemeld worden, er is documentatie beschikbaar; men kan er statistieken raadplegen, zoeken naar risicofactoren voor beroepsziekten en zoeken naar specifieke brancherisico’s.

Verder wordt er door middel van registratierichtlijnen, zo veel mogelijk "evidence-based" voorlichting gegeven over het op de juiste manier melden van beroepsziekten.